# Rassenschande

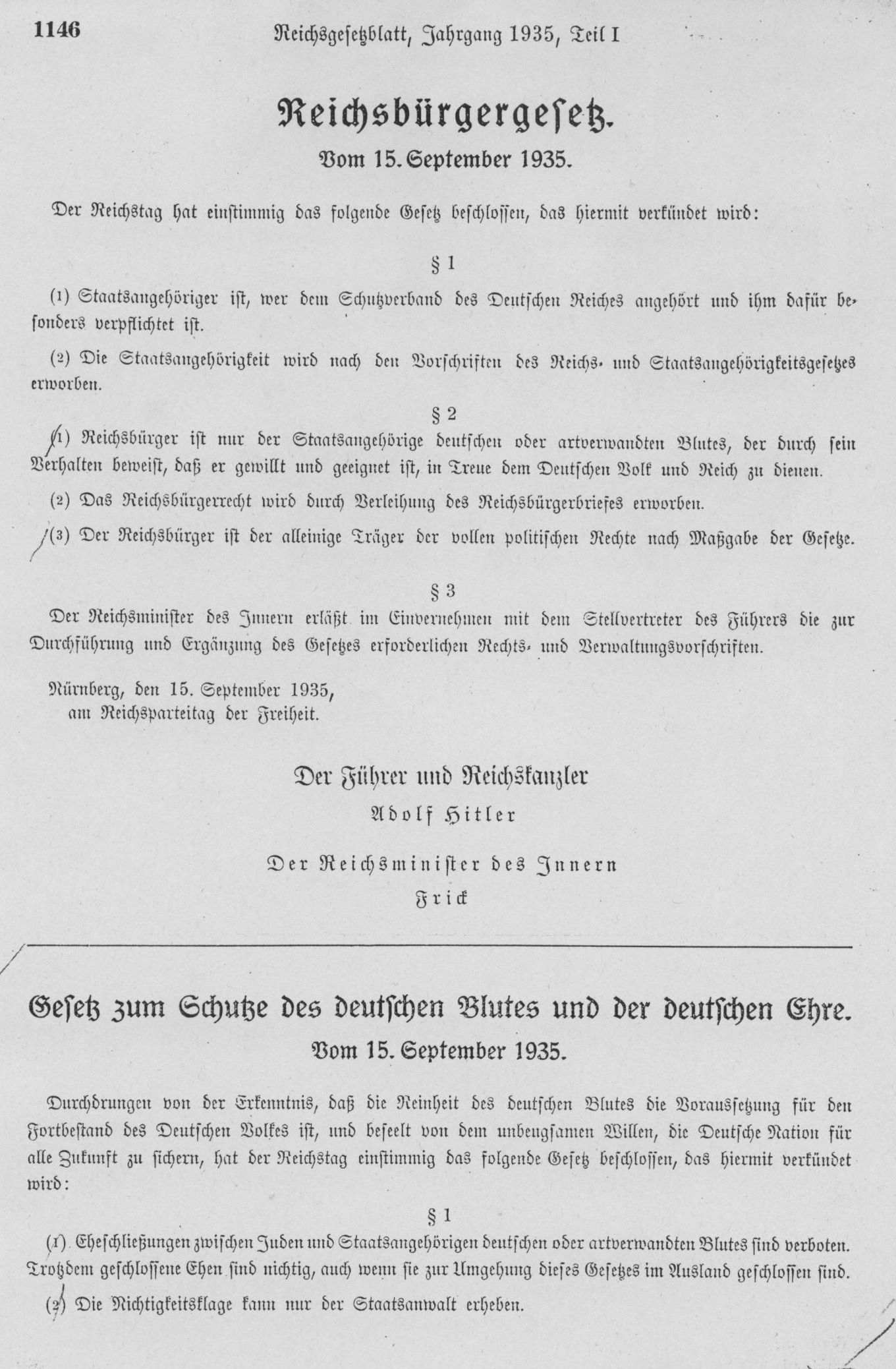
Wet ter bescherming van het Duitse bloed en de Duitse eer (15 september 1935)

Rassenschande was de afwijzing door nazi's van seksuele relaties tussen Ariërs en niet-Ariërs. De niet-Ariërs waren voornamelijk Joden, Zigeuners en Oost-Europeanen. Dit werd geregeld door de rassenwetten van Neurenberg. Op dit vergrijp stonden gevangenisstraffen en de doodstraf. Er zijn gevallen bekend van Duitse soldaten die tijdens de Tweede Wereldoorlog niet-arische vrouwen verkracht hadden en gestraft werden, niet voor de verkrachting, maar wel voor de rassenschande.
In 1940 werd het begrip uitgebreid door Heinrich Himmler. Voortaan waren ook seksuele relaties tussen "ariërs", in het algemeen dus Duitsers, en "niet-arische" gevangenen, zoals dwangarbeiders, als zodanig verboden. Zo konden Duitse meisjes en vrouwen, die bijvoorbeeld boerendochters waren, en "te intiem" omgingen met veelal Poolse dwangarbeiders, die op de boerderij de wegens militaire dienst afwezige mannen als knecht vervingen, voor rassenschande strafrechtelijk vervolgd worden. Valse, uit dorpsroddel voortvloeiende, aanklachten hiervoor kwamen veel voor. Vrouwen, die hiervan beschuldigd waren, werden soms ook ver na de Tweede Wereldoorlog hier nog op aangekeken en ervoeren dit als stigmatisering en uitstoting uit de maatschappij. Een schokkend, zich in het dicht bij de Nederlandse grens gelegen Asbeck, gemeente Legden, afspelend, verhaal over dit onderwerp werd in 2010 in Der Spiegel afgedrukt. Het in dit artikel beschreven, toen 14-jarige, meisje werd gedwongen, een valse bekentenis van geslachtsverkeer met een Poolse dwangarbeider te tekenen. De Pool werd door ophanging terechtgesteld, en het meisje belandde in het jeugdconcentratiekamp Kamp Uckermark.